# Stattena IF
Stattena IF är en idrottsförening i Helsingborg i Sverige, bildad som ett kvarterslag från stadsdelen Stattena 1 mars 1922 med inriktning på fotboll
En föregångare till föreningen med samma namn gick 1907 samman med Svithiod och bildade Helsingborgs IF. Säsongen 2024 spelar herrlaget i Division 6 Nordvästra Skåne. Stattenas damlag spelar 2024 i Division 4 Västra Skåne.

## Om föreningen
Redan fem år efter skapandet spelade Stattena i Fotbollsallsvenskan under säsongerna 1927/1928 och 1929/1930. På herrsidan har föreningen genom tiderna fostrat flera kända spelare, bland annat Knut Kroon, Bengt Salomonsson, Lars Granström och Anders Linderoth.
Stattenas damlag i fotboll startade 1971 och lyckades - precis som herrarna ett halvsekel tidigare - även de att ta sig upp i högsta serien efter endast fem år. Laget blev dessutom inofficiella europamästare för klubblag 1980. På senare tid har laget spelat i Damallsvenskan 2003 och 2004. Säsongen 2008 vann man Söderettan och kvalificerade sig därför återigen för spel säsongen 2009. Under stora delar av den damallsvenska säsongen hade Stattena Olympia som hemmaarena, eftersom lagets hemmaplan på Olympiafältet byggdes om. Den damallsvenska sejouren slutade dock denna gång i en sistaplats och nedflyttning till Söderettan 2010. Efter några haltande år så omstartades klubbens damlag 2020. Stattena IF Dam spelar nu i division 4. Stattena IF har fostrat flera kända spelare, bland annat Caroline Seger, Zećira Mušović och nu senast talangen Bea Sprung. 
Föreningen är medlem av Helsingborgs Fotbollsklubbars Allians, har cirka 900 medlemmar och består, förutom A-lagen, av 20 ungdomslag, indelade på nio flicklag och elva pojklag. Man samarbetar också med Filbornaskolan med en fyraårig gymnasieutbildning för att ge elitsatsande damspelare möjlighet att kombinera skola med fotboll.
När de gulblårandiga spelade i allsvenskan på 1920-talet hade man ett närmast sydländskt supporterfölje, som såg träningarna, livligt diskuterade laguppställningar etc på ölcafeerna, och mötte laget på järnvägsstationen när de återvände till Helsingborg efter bortamatcher. Motståndarsupporters kunde dessvärre också bli mötta av ett regn av ölflaskor, som kastades mot dem.  När stjärnspelaren och blivande landslagsmannen Knut Kroon såldes från Stattena till ärkerivalen HIF, kunde han knappt visa sig ute på stan.
När Stattena spelade allsvenskt helsingborgsderby mot HIF på Olympia säsongen 1929/30, och Di Röe fick straff, yttrade straffläggaren Axel "Massa" Alfredsson de bevingade orden, som illustrerar rivaliteten mellan lagen, trots att HIF blev mästare och Stattena jumbo: "Jag lade hat bakom bollen. Stattena skall förlora!" 
Stattenas spelardräkt var länge, när herrlaget tillhörde den svenska elitfotbollen, blågulrandig tröja och blå byxor. Spelarställen övertogs senare av lokalkonkurrenten Eskilsminne IF. Eskilsminne spelade dessförinnan i ljus- och mörklila-randig tröja och vita byxor. (Källa: Fotbollboken, Svenska Fotbollförbundets officiella seriekalender)